# Schlitzie
Schlitizie probablement né Simon Metz, est un artiste forain qui s'est produit comme phénomène dans les cirques et les freak show. Atteint de microcéphalie, il est présenté sous l’appellation de « têtes d’épingle ». Il figure parmi les acteurs du film Freaks, sorti en 1932.     

## Biographie
Il est l’un des plus célèbres phénomènes de foire qui œuvrent dans les spectacles (freak show) sous l’appellation de « têtes d’épingle » (« pinheads » en anglais).  Il se produira dans des cirques américains, comme le Bobritsch International Circus, le Clyde Beatty Circus et plus particulièrement  au cirque Barnum dirigé par Phineas Taylor Barnum qui l’exhibe sous le nom de « Maggie, la dernière des Aztèques ».  
Il fait une première apparition cinématographique dans The Sideshow (Le Cirque maudit) de Erle C. Kenton en 1928, qui retrace l’histoire d’un cirque. Il joue dans le film Freaks (La Monstrueuse Parade) de 1932 réalisé par Tod Browning où il interprète l'un des personnages les plus mémorables du film. Le film relate une histoire dramatique sur les exclus de la société présentant des malformations physiques. Le film provoque un scandale et est mal accueilli par des spectateurs qui sont outrés de voir de tels monstres à l'écran. Par la suite, le film est censuré durant trente ans en Angleterre. Malgré cet échec, Schlitzie continuera à faire des brèves apparitions cinématographiques. Dans les années 1960, Freaks est redécouvert et devient un film classique culte.  
En 1935, Schlitzie fut officiellement adopté par George Surtees, un dompteur de chimpanzés qui devint son protecteur. À sa mort, la fille du dresseur décide de le faire interner dans un établissement psychiatrique de Los Angeles. Un avaleur de sabre nommé Bill Unks, qui travaillait pour le compte du Dobritch International Circus, le retrouve par hasard lors d’un spectacle organisé au sein de l’établissement psychiatrique et entame des démarches pour devenir son tuteur légal. Il repart en tournée  allant parfois jusqu’à Hawaii ou Londres et parade régulièrement dans les rues de Hollywood, quasiment jusqu’à sa mort à l’âge de 70 ans, des suites d’une pneumonie. Enterré anonymement en 1971, un fan organise en 2007, une collecte pour faire poser une plaque gravée sur sa tombe.

## Culture populaire
En 1977, il inspire la chanson Pinhead aux Ramones, et plus récemment, le personnage de Pepper dans la série American Horror Story qui a débuté en 2011.   
Schlitzie aurait également inspiré la bande dessinée underground de Bill Griffith, Zippy the Pinhead (« Zippy tête d'épingle »).   
En 2018, un documentaire lui est dédié, intitulé Schlitzie : One of Us, produit et réalisé par Steve Belgard.

## Filmographie
- The Sideshow (Erle C. Kenton, 1928)
- Freaks (Tod Browning, 1932)
- L’île du docteur Moreau (Erle C. Kenton, 1932)
- Tomorrow’s Children (Crane Wilbur, 1934)
- Meet Boston Blackie (Robert Florey, 1941)